# El Príncipe
El Príncipe és una sèrie de televisió espanyola de drama i suspens, creada per Aitor Gabilondo i César Benítez, i emesa a Telecinco. Està produïda per Mediaset España en col·laboració amb Plano a Plano, i està destinada a un públic mitjanament jove. El seu argument gira al voltant d'una història d'amor sorgida entre un agent de policia cristià peninsular i una jove musulmana, germana d'un narcotraficant. La major part de les seves trames transcorren al conflictiu barri de Ceuta El Príncep Alfonso, proper a la frontera amb el Marroc.
La sèrie es va començar a emetre el 4 de febrer de 2014 amb una emissió multicanal que li va atorgar bones dades d'audiència.

## Repartiment
- Fran Peyón està interpretat per José Coronado.
- Javier Morey està interpretat per Álex González.
- Fátima Ben Barek està interpretada per Hiba Abouk.
- Faruq Ben Barek està interpretat per Rubén Cortada.
- Khaled Ashour està interpretat per Stany Coppet.
- Mati Vila Colomer està interpretada per Thaïs Blume.
- Quílez està interpretat per Juan Manuel Lara.
- Aisha Ben Barek està interpretada per Mercè Montalà.
- Marina està interpretada per Susana Córdoba.
- Leila està interpretada per María Guinea.
- Raquel està interpretada per Elia Galera.
- Kamal és interpretat per Karim El-Kerem.

## Equip tècnic

### Producció
La sèrie està produïda íntegrament per Plano a Plano, sota la gestació d'Aitor Gabilondo i César Benítez com a creadors, productors executius i guionistes, qui ja havien treballat per Telecinco amb sèries com Periodistas o El comisario. D'altra banda, la ficció que no constava, en principi, amb un final definit, al juny de 2014 tant la cadena com la productora van acordar el desenllaç en la seva segona temporada de setze capítols dividits en vuit cadascun.

## Emissions en altres països
- RTP (Portugal) com a Príncipe.
- Canale 5 (Itàlia) com Il Principe.

### Novel·la
Coincidint amb el final de la primera temporada, el 14 de maig de 2014, l'editorial Summa de Letras va llançar l'adaptació novel·lada oficial, realitzada pel guionista i escriptor Salva Rubio.